# Quintus Considius (Richter)
Quintus Considius († nach 59 v. Chr.) war ein Mitglied der römischen Plebejerfamilie der Considier. Er war Senator und zeichnete sich 74 v. Chr. als unbestechlicher Richter sowie 63 v. Chr. als besonnener Geldverleiher aus. Bereits in hohem Alter stehend kritisierte er 59 v. Chr. unerschrocken Gaius Iulius Caesar wegen dessen Einschüchterung von Senatoren.

## Leben
Quintus Considius könnte mit einem von Valerius Maximus erwähnten Considius, einem Staatspächter und Freund des Redners Lucius Licinius Crassus, identisch oder dessen Sohn sein. Ein weiterer berühmter Redner, Marcus Tullius Cicero, charakterisiert Considius’ Amtsführung als Richter im Verfahren gegen den römischen Ritter Statius Albius Oppianicus 74 v. Chr. als äußerst rechtschaffen. Im 70 v. Chr. ausgetragenen Prozess gegen den früheren Statthalter Siziliens, Gaius Verres, wurde Considius nicht als Richter zugelassen.
Als sehr wohlhabender Mann verlieh Considius große Darlehen. Diese kündigte er auch nicht in der auf Grund der Catilinarischen Verschwörung (63 v. Chr.) ausgelösten innenpolitischen Krise, durch die der Besitz seiner Schuldner viel an Wert verloren hatte, obwohl er insgesamt 15 Millionen Sesterzen verliehen hatte. Dadurch entschärfte er, soweit er vermochte, die Krisensituation. Für dieses verdienstvolle Verhalten wurde ihm durch einen Senatsbeschluss ausdrücklich Dank ausgesprochen.
Als Gaius Iulius Caesar im Jahr 59 v. Chr., in dem er Konsul war, große Pressionen auf den Senat ausübte, kam es zwischen ihm und dem bereits hochbetagten Considius zu einem verbalen Schlagabtausch. Letzterer beklagte gegenüber dem Konsul, dass viele Senatoren nicht zur Sitzung gekommen seien, da sie Angst vor seinen Soldaten hätten. Caesar wollte daraufhin wissen, warum Considius nicht ebenfalls zu Hause geblieben sei. Considius gab zu Antwort, dass er aufgrund seines hohen Alters keine Angst vor dem Sterben habe.